# فلیکس کروس
فلیکس کروس (اسپانیایی: Félix Cruz‎؛ زادهٔ ۴ آوریل ۱۹۶۱) بازیکن فوتبال اهل مکزیک بود.
از باشگاه‌هایی که در آن بازی کرده‌است می‌توان به باشگاه فوتبال مونتری، باشگاه فوتبال اونیورسیداد ناسیونال، باشگاه فوتبال تیگرس اونال، و باشگاه فوتبال یوکوهاما مارینوس اشاره کرد.
وی همچنین در تیم ملی فوتبال مکزیک بازی کرده‌است.